# インヒビン
インヒビン（inhibin）とは、雌では顆粒膜細胞、雄ではセルトリ細胞から分泌される糖タンパク質ホルモンである。インヒビンは卵胞刺激ホルモン（FSH）によって合成、放出が促進され、血中に放出されたインヒビンはフィードバック作用によって下垂体前葉に直接作用してのFSHの分泌を特異的に抑制する。通常雌ではインヒビンの作用により下垂体からのFSHの放出は抑制されているが、排卵によりインヒビン分泌が抑制されることにより、FSHが急激に放出される。インヒビンの血中濃度はFSHの濃度変化と逆相関し、主席卵胞の発育とともに増加し、発情期に最高値を示し、排卵後に急激に低下する。